# Aleksiej Gorinow
Aleksiej Aleksandrowicz Gorinow – rosyjski polityk, miejski samorządowiec krasnosielskiego rejonu w Moskwie. 8 czerwca 2022 roku został skazany według artykułu 207.3 kodeksu karnego Federacji Rosyjskiej na 7 lat więzienia za wypowiedź antywojenną, zostając pierwszym człowiekiem, który otrzymał za to rzeczywistą karę w postaci więzienia. Jest uznany za więźnia politycznego.

## Życiorys
Urodził się 26 czerwca 1961 roku w Moskwie. W 1984 roku ukończył Moskiewski instytut geodezji, fotografowania lotniczego i kartografii. W 2004 roku ukończył Moskiewską Państwową Akademię Prawa.
W latach 1990–1993 był samorządowcem rejonu Dzierżyńskiego Moskwy. Od 2017 r, został samorządowcem (kandydat niezależny, wspierany przez ruch “Solidarność” w Moskwie).
Członek ruchu “Solidarność”. Pracował jako prezes spółki akcyjnej “Wejnett Trading”.

## Ściganie za wypowiedzi antywojenne

### Sesja rady okręgu
Treść antywojennej wypowiedzi Gorinowa:

Uważam, że nie powinno się akceptować tego planu. O jakim wypoczynku czy rozrywce może być mowa, gdy w obecnych czasach mamy zupełnie inny tryb życia, gdy na terytorium sąsiedniego suwerennego państwa trwa wojna, dokonuje się agresja naszego państwa? O jakim konkursie rysunkowym dla dzieci czy organizacji programów tanecznych na Dzień Zwycięstwa możemy mówić, gdy codziennie umierają dzieci (dla informacji powiem, że w Ukrainie zmarło około 100 dzieci), dzieci zostają sierotami, a wnuki i prawnuki uczestników drugiej wojny światowej w tej chwili są wrzucone do piekła wojny na terytorium Ukrainy. Uważam, że całość wysiłków społeczeństwa powinna być skierowana wyłącznie na to, żeby powstrzymać tę wojnę i wycofać wojsko rosyjskie z terytorium Ukrainy. Gdyby plan (uroczystości) obejmował te sprawy, głosowałbym z przyjemnością. Ale w (obecnej) formie nie będę głosował, a dalej (głosujcie) według własnego Państwa uznania (...). Uważam, że to jest główny problem społeczeństwa obywatelskiego. Zakończyć wojnę, wycofać wojska z terytorium sąsiedniego państwa, zakończyć agresywne działania.
15 marca 2022 roku, niedługo po rozpoczęciu rosyjskiej inwazji na Ukrainę, na piątej sesji rady rejonu krasnosielskiego po uzgodnieniu planu rekreacji, zajęć sportowych i społeczno-edukacyjnych, oraz profilaktyki zdrowotnej z mieszkańcami rejonu krasnosielskiego na drugi kwartał 2022 r. była omawiana organizacja konkursu rysunków dziecięcych.
Gorinow powiedział, że podczas wojny z Ukrainą taki konkurs będzie wyglądał jak “święto w czasach zarazy”. Poparła go szefowa okręgu miejskiego, Elena Kotionoczkina, wobec której również wszczęto sprawę karną i która później opuściła Rosję. Podczas spotkania Gorinow nazwał inwazję Rosji na Ukrainę – wojną, a nie “specjalną operacją wojskową” i poinformował że w Ukrainie giną dzieci.
Za antywojenną wypowiedź przeciwko Gorinowowi wszczęto sprawę karną na podstawie artykuł 207.3 KK Federacji Rosyjskiej (rozpowszechnianie świadomie fałszywych informacji o działaniach Sił Zbrojnych Federacji Rosyjskiej z okolicznościami obciążającymi) według śledztwa przestępstwo zostało popełnione na podstawie wcześniejszej zmowy z Kotionoczkiną, z wykorzystaniem stanowiska służbowego i z powodu nienawiści lub wrogości do państwa rosyjskiego.

### Proces karny
26 kwietnia 2022 roku pracownicy organów ścigania zatrzymali Gorinowa, jak również przeszukali jego dom i radę samorządu. Śledztwo w sprawie karnej trwało 6 dni – od 26 kwietnia do 1 maja.
Pierwsza rozprawa sądowa w sprawie Gorinowa odbyła się 1 czerwca w Mieszczańskim sądzie rejonowym w Moskwie. Prokurator poprosił o przedłużenie aresztu Gorinowa o 6 miesięcy, jednakże Gorinow powiedział, że ma gruźlicę, a w areszcie śledczym nie zapewniono mu odpowiedniej opieki medycznej, niemniej jednak sędzia spełnił prośbę o przedłużenie aresztu.
Rozprawa sądowa w sprawie Gorinowa została ogłoszona jako rozprawa z wyłączoną jawnością: prokuratura stwierdziła, że widzowie i dziennikarze mogą wywierać presję psychologiczną na świadków.
Prokuratura oświadczała że Gorinow i Kotionoczkina podczas rady samorządowej mieli zmowę mająca na celu “zdyskredytowanie” armii rosyjskiej.
W obronie Gorinowa prawnik powiedział, że wymaganie Roskomnadzoru nienazywania wojny wojną dotyczy mediów, a żadne prawo nie zawiera wymagania jego przestrzegania dla obywateli.
8 czerwca 2022 roku sędzia rejonu Mieszczańskiego Olesja Mendelejewa skazała Gorinowa na 7 lat więzienia z odbyciem wyroku w kolonii karnej.
Podczas sesji Gorinow otwarcie potępił inwazję Rosji na Ukrainę:

Uważam że Rosja wyczerpała limit wojen w XX wieku. Jednakże naszą teraźniejszością jest Bucza (masakra w Buczy), i również Irpień, Gostomel. Te nazwy o coś wam mówią? Wam, prokuratorowie. Sprawdzcie i nie mówicie potem, że nic nie wiedzieliscie. Pięć miesiący Rosja prowadzi działania zbrojne, nieśmiało nazywając ich specjalną operacją wojskową. Nam obiecują zwycięstwo i chwałę. Dlaczego wtedy znaczna część moich współobywateli odczuwa wstyd i poczucie winy? Dlaczego nasz kraj ma tak wiele wrogów? Może z nami jest coś nie tak? Przedyskutujmy to! Właściwie to zrobiłem na sesji rady samorządów. I zostałem wsparty przez większość. Teraz jestem w sądzie..
Na rozprawie 19 września 2022 roku Aleksejowi zmniejszono karę o jeden miesiąc, po zamianie wyroku, jego łączna kara wyniosła 6 lat i 11 miesiacy. Przyczyną była zmiana brzmienia oskarżenia – została usunięta wersja, że Gorinow i Kotionoczkina “dzialali za uprzednią zmową”.
Mówiąc swoje ostatnie słowa, Gorinow przeprosił naród Ukrainy za to, że nie dał rady zapobiec tej wojnie i powiedział, że pojawiająca się przed rosyjskim sądem możliwość wszczynania procesów karnych za pacyfistyczne poglądy jest “wstydem dla naszego kraju”.
Na koniec listopada 2022 roku Gorinow został przeniesiony do kolonii karnej nr 2 miasta Pokrow w obwodzie włodzimierskim. Tu odbywali karę aktywista działający na rzecz praw obywatelskich Konstantin Kotow i polityk Aleksiej Nawalny. Adwokat Maria Ejsmont wcześniej się zajmowała sprawą Kotowa i nieraz odwiedzała kolonię nr 2: uważa ona, że w kolonii w Pokrowie robią wszystko by odizolować więźniów politycznych od ich obrońców.

### Opinia publiczna
W 2022 roku niezależna organizacja obrońców praw człowieka “Wsparcie więźniów politycznych Memorial” uznała Aleksieja Gorinowa za więźnia politycznego.
Zgodnie z opinią wicedyrektora organizacji Amnesty International Wschodniej Europy i Azji Centralnej Bruce’a Millera, ten wyrok jest “nieadekwatną karą za wyrażenie swojej opinii”, a Gorinow “nie popełnił żadnej międzynarodowo uznanej zbrodni, nazywając rozpętaną przez Władimira Putina wojnę przeciwko Ukrainie tym, czym ona właśnie jest – wojną przestępczą”.
Zgodnie z opinią obrońcy praw człowieka Mariny Litwinowicz, wyrok w sprawie Gorinowa jest na pokaz i ma na celu zastraszenie samorządowców i innych urzędników państwowych, aby żaden przedstawiciel władzy nie odważył się powiedzieć nic przeciwko wojnie.
Sam Gorinow uważa, że wymiar kary określony przez sąd jest niewspółmierny do wielkości szkód wyrządzonych Ukrainie przez Rosję: „niewyobrażalnie dużo? Ale pamiętajcie, ilu ludzi dotknęła wojna na Ukrainie, zabierając każdemu lata spokojnego, normalnego życia, a komuś życie! – i pomnóżcie. Poczujcie, zrozumcie kosmiczną skalę wydarzeń, o których tu mowa. Ta sama skala odpowiedzialności, która spoczywa na każdym – łącznie ze mną. A najmniej, co mogę zrobić, to nazywanie rzeczy po imieniu”.

## Sprawa o "usprawiedliwienie terroryzmu"
Sprawa została wszczęta jesienią 2023 roku. Według śledczych Aleksej podczas rozmowy z innym więźniem w szpitalu więziennym usprawiedliwiał ukraiński pułk „Azow” (uznany w Rosji jako organizacja terrorystyczna), eksplozje na moście Krymskim oraz działania jednostki specjalnej HUR Ukrainy «Kraken».
Adwokat Aleksieja uważa, że zeznania świadków uzyskano nielegalnie (poprzez prowokację), bowiem w styczniu 2023 roku w pokoju Gorinowa zamontowano telewizor i przesiedlono do niego innych więźniów, którzy byli zainteresowani jego opinią na temat wiadomości (według innych źródeł przeniesiono go do pokoju z telewizorem zamiast zakończenia hospitalizacji). W zeznaniach świadków występują niespójności razem z tym protokoły ich przesłuchań są identyczne aż do błędów interpunkcyjnych. Z 14 godzin nagrań dźwiękowych w okresie 20 dni znamiona przestępstwa zostały znalezione w dwóch zwrotach.
Gorinow nie przyznał się do winy, ale w ostatnim słowie zauważył, że jego "wina polega na tym, że ja, jako obywatel mojego kraju, pozwoliłem na tę wojnę, nie mogłem jej powstrzymać. I proszę zaznaczyć to w wyroku. Chciałbym, aby moją winę i odpowiedzialność podzielili ze mną też organizatorzy, uczestnicy, zwolennicy wojny oraz prześladowcy tych, kto opowiada się za pokojem".
W listopadzie 2024 roku Drugi Zachodni Okręgowy Sąd Wojskowy skazał Aleksieja na kolejne trzy lata w Kolonii o zaostrzonym rygorze. Po wejściu w życie nowego wyroku Gorinow będzie musiał spędzić w surowych warunkach pięć lat łącznie (jako wynik dwóch wyroków).
15 kwietnia 2025 roku do Sądu Konstytucyjnego Federacji Rosyjskiej w związku z sprawą Aleksieja Gorinowa została złożona skarga za naruszenie przez ten artykuł konstytucyjnych praw obywateli i wolności słowa.

### Pogorszenie stanu zdrowia
Przed aresztowaniem Aleksiej był w złym stanie zdrowia: kilka lat temu, zanim trafił do aresztu, przeszedł operację płuc. Z powodu warunków więzienia i niemożności uzyskania pełnej pomocy medycznej stan Gorinowa pogorszył się. 9 grudnia 2022 roku samorządowiec zachorował. Po dwudniowej wizycie w oddziale medycznym Aleksiej nie wyzdrowiał, miał wysoką gorączkę i duszności.
Jak donosi internetowe wydanie „Radio Swoboda”, po oburzeniu opinii publicznej kierownictwo więzienia zgodziło się przenieść Gorinowa do szpitala PKU kolonii karnej w obwodzie włodzimierskim.
Kolonia, w której znajduje się szpital, znana jest z tortur – w kwietniu 2021 r. na leczenie przywieziono tu polityka Aleksieja Nawalnego.
Według doniesień obrońców praw człowieka, Aleksiej Gorinow jest przetrzymywany w torturujących warunkach: w zimnej celi bez materaca, koca i сiepłej wody, zarejestrowany jako rzekomo skłonny do ucieczki i samobójstwa (z tego powodu zabroniono mu snu przez przebudzając go co dwie godziny), w zakazie spotkań z bliskimi i korespondencji, jest regularnie umieszczany do karceru (szczególnie w 2023 r. - 48 dni z rzędu).
W listopadzie 2024 roku, w związku z drugą sprawą, Gorinow jeszcze przed wydaniem wyroku został zarejestrowany jako skłonny do popełnienia aktów terrorystycznych.

## Życie prywatne
Jest żonaty, ma syna.

## Uznanie międzynarodowe
W listopadzie 2022 roku Gorinow odebrał nagrodę im. Magnickiego.
Od 2015 roku jest przyznawana osobom publicznym, które przyczyniły się do walki o prawa człowieka.
Na początku stycznia 2023 r. 34 posłów do Parlamentu Europejskiego napisało list popierający Aleksieja Gorinowa, w którym wyrazili solidarność z samorządowcem w „dążeniu do wolnej i pokojowej Rosji”.
20 i 21 stycznia w ponad 20 krajach odbyły się akcje na rzecz więźniów politycznych w Rosji, w których w szczególności wspomniano o Aleksieju Gorinowie.
W lutym 2023 r. ONZ, w odpowiedzi na skargę obrońców praw człowieka, wezwała do natychmiastowego uwolnienia Aleksieja Gorinowa i zażądała od władz rosyjskich przeprowadzenia niezależnego śledztwa.